# Drobeta
Drobeta is een geslacht van vlinders van de familie Uilen (Noctuidae), uit de onderfamilie Acontiinae.

## Soorten
- D. brephus Dyar, 1914
- D. bullata Schaus, 1911
- D. delectans Walker, 1857
- D. distorta Warren, 1889
- D. exscendens Walker, 1858
- D. melagonia Hampson, 1910
- D. perplexa Schaus, 1904
- D. phaeobasis Hampson, 1910